# Ruslana Koršunova
Ruslana Sergeevna Koršunova (in russo Руслана Сергеевна Коршунова?; Alma-Ata, 2 luglio 1987 – New York, 28 giugno 2008) è stata una modella kazaka.

## Biografia

### Carriera
Nata in Kazakistan, parlava fluentemente russo, inglese, francese, tedesco. Fu scoperta nel novembre 2003 da Debbie Jones dell'agenzia Models 1. Era rappresentata da IMG (New York, Parigi, Londra), Beatrice (Milano) e iCasting (Mosca). Da questo momento Ruslana ha avuto una carriera di successo. Ha sfilato infatti sulle passerelle di tutto il mondo, per numerosi stilisti e case di moda di successo, come DKNY, Marc Jacobs, Vera Wang, Christian Dior, Max Mara, Alberta Ferretti, Kenzo, Bill Blass, Yohji Yamamoto, Anna Molinari, Aquascutum, Paul Smith, Clements Ribeiro e molte altre ed ha posato per firme famose, dividendosi tra pubblicità, copertine, sfilate, e servizi fotografici. La rivista Vogue la definì "una bellezza fiabesca ed eterna".

### Morte
La Koršunova è morta il 28 giugno 2008 attorno alle 2:30, cadendo dal suo appartamento situato al nono piano di un palazzo in Water Street a Manhattan, New York. I media locali hanno affermato che la polizia non ha trovato traccia di violenza nel suo appartamento, e che tutto faccia pensare a un suicidio.
Secondo quanto riferito dall'amica Kira Titeneva al New York Post, Ruslana Koršunova era appena tornata da una sfilata a Parigi e non avrebbe avuto ragione di uccidersi (“Non prendeva droghe, non beveva, era un angelo, lavorava sempre. Era appena ritornata da Parigi, era al settimo cielo, abbiamo spettegolato al telefono”).

## Agenzie
- iCasting
- Beatrice Models
- Traffic Models - Barcellona
- Models 1 Agency
- Marilyn Agency - Parigi
- IMG Models - New York, Parigi, Londra, Milano
- Iconic Management